# 桄榔

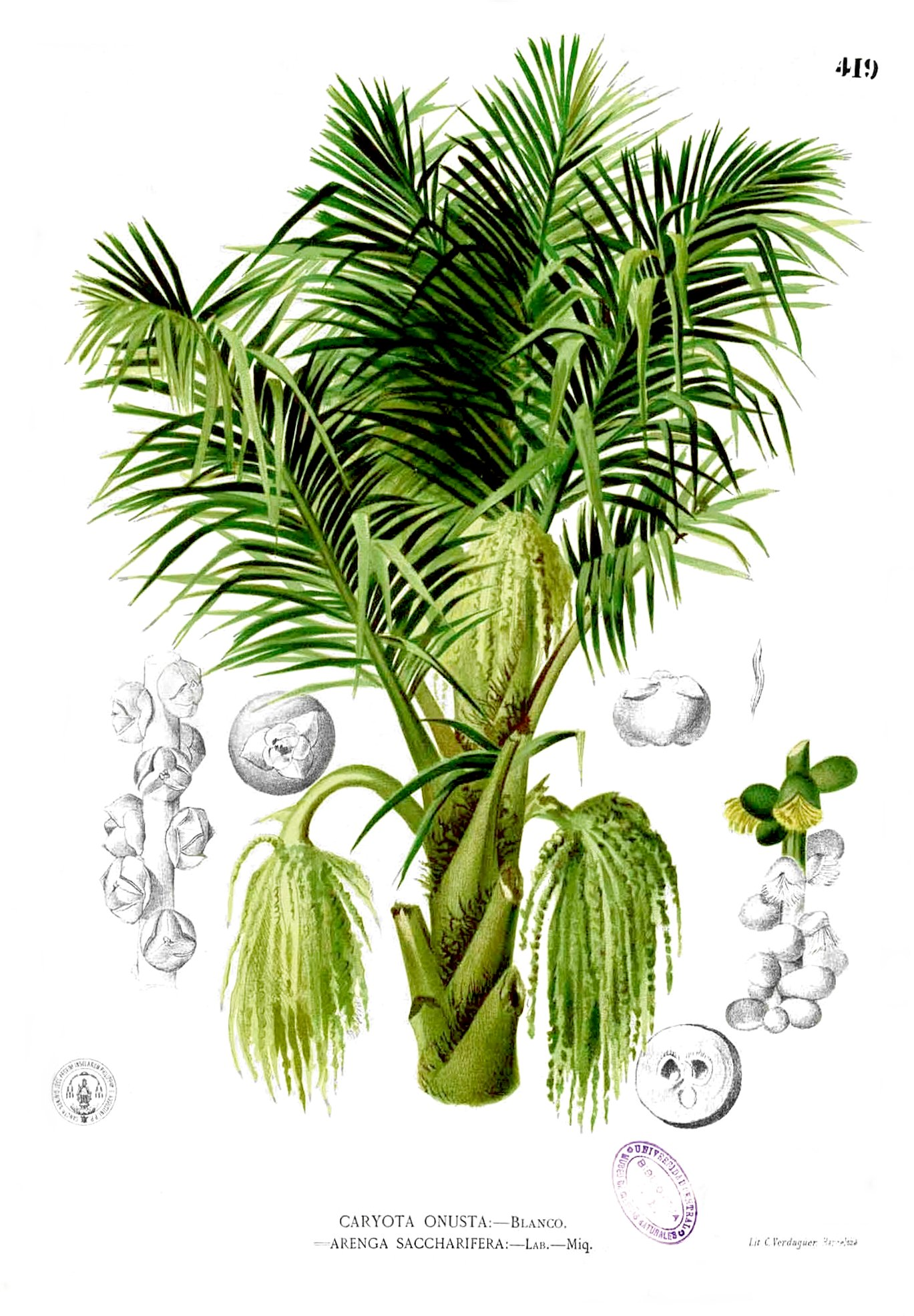
桄榔的插畫

桄榔又稱砂糖椰子，为棕榈科桄榔属下的一个植物种。由羽狀葉片組成輻射狀樹冠，樹幹上留有老葉纖維狀的黑色葉鞘。桄榔葉長約8.5公尺，其上小葉約1.5公尺長，葉尖形狀不規則。生長在雨林，分佈於馬來西亞、印尼。

## 用途
樹液可製作椰子砂糖，收集自切口流出的樹液蒸發成濃糖漿，冷卻後便形成狀似太妃糖的糖。幼葉葉鞘可做成有用的纖維，樹幹可做成水管。中国明清时期有人用桄榔树干来制作碗、盘、围棋盒等，纹理酷似竹子，常有人疑为竹材，精雅别致。
南宋赵汝适《诸蕃志》中有：“渤泥国……有尾巴树、加蒙树、椰子树，以树心取汁为酒。”“加蒙树”即桄榔，为当地语言对音，参考巽他語：、他加祿語：。

## 文化

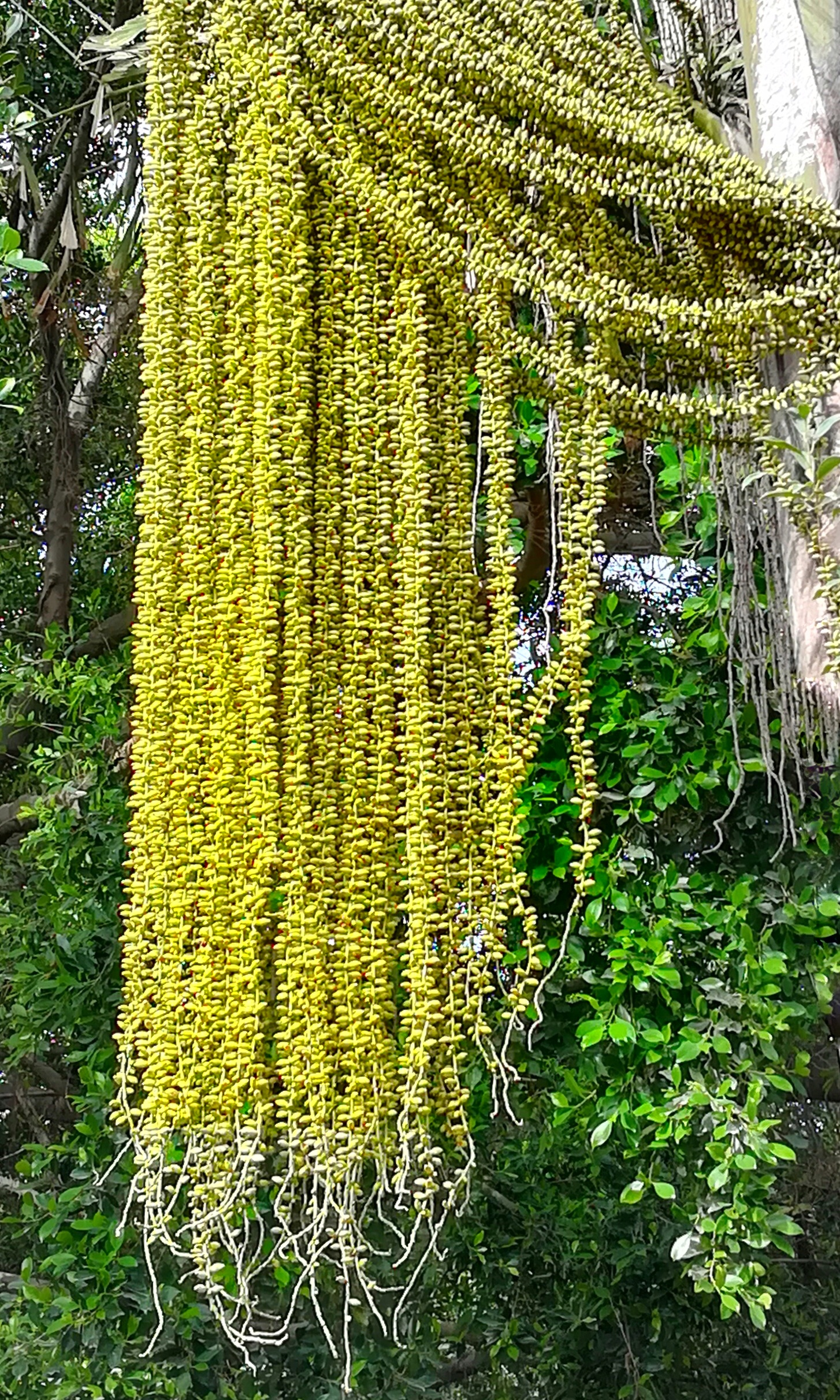
桄榔

在香港或廣東一帶因為本類植物的垂直無枝樹幹，被視為男性性愛或堅貞愛情的象徵，常有人自比為桄榔樹一條心，表示自己沒有出軌，但常有人讀錯了桄字成火音。